# اینتسیگکوفن
اینتسیگکوفن (به آلمانی: Inzigkofen) یک شهر در آلمان است که در Sigmaringen واقع شده‌است. اینتسیگکوفن ۲٬۹۲۳ نفر جمعیت دارد.